# Krzysztof Szymanowicz
Krzysztof Edward Szymanowicz (ur. 1960) – polski grafik, dr hab. sztuk plastycznych, profesor nadzwyczajny Polskiej i Japońskiej Akademii Technik Komputerowych w Warszawie.

## Życiorys
W 1989 ukończył studia wychowania plastycznego na Uniwersytecie Marii Curie-Skłodowskiej w Lublinie, 21 marca 2001 obronił pracę doktorską, 21 stycznia 2009 habilitował się na podstawie pracy. 23 września 2017 nadano mu tytuł profesora w zakresie sztuk plastycznych. Został zatrudniony na stanowisku profesora i dyrektora w Instytucie Sztuk Pięknych na Wydziale Artystycznym Uniwersytetu Marii Curie-Skłodowskiej.
Piastuje funkcję profesora nadzwyczajnego Polsko-Japońskiej Akademii Technik Komputerowych w Warszawie.